# Antoni Arasmus
Antoni Arasmus (ur. 21 lutego 1894 w Skórczu, zm. 27 października 1939) – polski duchowny katolicki, Sługa Boży Kościoła katolickiego.

## Życiorys
Był synem Jakuba i Marianny z domu Resmer. Od 1908 roku, przez trzy lata uczył się w Collegium Marianum w Pelplinie, a później w gimnazjum w Wałczu. Święcenia kapłańskie otrzymał 14 czerwca 1924 roku kończąc studia w Wyższym Seminarium Duchownym w Pelplinie.
Pracę zawodową rozpoczął jako wikariusz w Lubichowie, a następnie powierzono mu opiekę nad nowo powstałym kościołem pod wezwaniem św. Józefa Oblubieńca, parafii Kasparus, którego budowę prowadził (1927).
Wybuch II wojny światowej zastał ks. Antoniego w parafii Kiełpino, w której założył Sodalicję Mariańską i rozwinął Żywy Różaniec. Aresztowany we wrześniu 1939 roku został zwolniony na interwencję znajomego miejscowego Niemca. Początkowo ukrywał się, ale w każdą niedzielę odprawiał w swojej parafii Mszę Świętą. Po upływie czterech tygodni powrócił do stałego miejsca zamieszkania i 27 października został powtórnie aresztowany. Po przesłuchaniu w Kartuzach został wywieziony do lasu, zamordowany i tam pogrzebany. Ekshumacja przeprowadzona w 1945 roku ujawniła, że ks. Antoni miał połamane przez oprawców kończyny. Miejsce zbrodni upamiętniono tablicą, a miejscem pochówku stał się cmentarz w Kiełpinie.
Od 2001 roku jest patronem gimnazjum w Kiełpinie.
Jest jednym z 122 Sług Bożych, wobec których 17 września 2003 roku rozpoczął się proces beatyfikacyjny drugiej grupy męczenników z okresu II wojny światowej.